# Sophie Holten

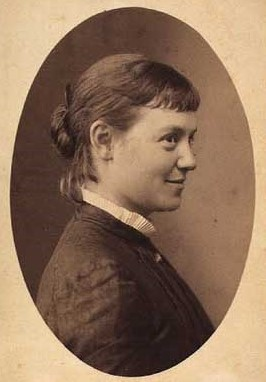
Sophie Holten, ca. 1883-1888.

Sophie Holten (1858-1930) was een Deense schilderes. Ze schilderde portretten, bloemschilderijen en genre werken. Holten staat vooral bekend om haar portretten van August Strindberg en L.A. Ring. Ze was ook betrokken bij maatschappelijk werk en feminisme.

## Biografie
Sophie Holten was de dochter van de pastoor Hans Nicolai H. (1829-1871) en Marenstine Smith (1830-1913). Ze is geboren op 12 augustus 1858 in Skuldelev, Denemarken. Samen met Elise Konstantin-Hansen werd ze privé opgeleid door Christen Dalsgaard in Sorø. Later ontving ze privé onderwijs door Carl Thomsen in Kopenhagen. In de jaren 1875-1876 volgde Holten een lerarenopleiding aan de N. Zahle’s School. Een aantal jaar later, in 1879, trok Sophie Holten naar Parijs waar ze moderne kunsttechnieken wilden verwerven. Ze ging in leer bij de leraren F. Barrias en A. Stevens bij wie ze de stijl naturalisme leerde beheersen en historische afbeeldingen van het dagelijks leven begon te schilderen. Eenmaal terug in Denemarken debuteerde Holten op de Lentetentoonstelling van Charlottenborg in 1883. Na deze tentoonstelling keerde Holten weer terug naar Parijs. In deze jaren trok Holten veel op met de radicale auteur Marie David. Ook Edma Frølich Stage, dochter van een Deense schilder en illustrator, was veel in het gezelschap van Sophie Holter, evenals Suzette Holten, Sophie Holtons latere schoonzus. In de winter van 1886-1887 woonde Holton ten zuiden van Parijs. In deze plaats, Grèz-sur-Loing bij Fontainebleau, woonden vooral Zweedse kunstenaars. Hier zou ze een van haar belangrijkste werken schilderen: een portret van de Zweedse schrijver en toneelschrijver Augsut Strindberg. Later zou dit schilderij eigendom worden van het Nationaal Museum in Stockholm.
Holten gaf in het jaar 1895 lessen kunstgeschiedenis aan de barones Erika Rosenørn-Lehn. In 1896 reisde Holten met andere vrouwen naar Italië. In 1898 ging ze samen met Erika Rosenørn-Lehn studeren in Engeland. Rosenørn-Lehn studeerde archeologie en Holten zette haar studie kunstgeschiedenis en geschiedenis voor. Beide vrouwen hadden veel aandacht voor de Evangelisch-Lutherse Kerk. Dit kwam mede door de studie van Holten die zich sterk focuste op de culturele geschiedenis van de middeleeuwen en de prominente rol van de Anglicaanse Kerk. In 1900 reisden Holten en Rosenørn-Lehn naar Griekenland voor een studiereis. Op hun terugreis bezochten ze de bedevaart plek Assisi in Italië, wat op beide een grote indruk maakte. Na een terugkeer in Londen adopteerde Holten haar zevenjarige nichtje Ragnhild H. In hetzelfde jaar keerden de huishoudens van Holten en Rosenørn-Lehn terug naar Assisi waar zij zich vestigden. Ze bekeerde zich beide tot het katholicisme en ervoeren hierdoor grote persoonlijke vrijheid. Ze kochten een huis en leefden in een gemeenschap van andere Denen. Deze Denen leefde naar het voorbeeld van de auteur Johannes Jørgensen in een gelukkige spirituele overtuiging in Assisi, de heilige stad van de Franciscanen kloosterorde.
Sophie Holten en Erika Rosenørn-Lehn verhuisde in 1908 met de geadopteerde dochter van Holten terug naar Denemarken. Ze verhuisde naar de Deense plaats Roskilde waar Holten vooral kerkschilderingen schilderden.

## Werken
Holten was van 1883 tot 1904 vertegenwoordigd in de voorjaarstentoonstelling van Charlottenborg met in totaal 27 werken. Haar werken bestonden voornamelijk uit bloemschilderijen, portretten en genrestukken. De werken Last Hour in a Village School, 1890 en The Saints Go from Church, 1891 behoren tot haar meest bekende en belangrijke werken. Holten is vooral bekend geworden door haar portretten van August Strindberg, geschilderd in het kleine Franse stadje Grez in 1886 (Nationaalmuseum, Stockholm), en het portret van L.A. Ring in 1888. Haar grote geschilderde afbeelding Fragment of the Parthenon's Cell Frieze zorgde voor de nodige publieke aandacht op de voorjaarstentoonstelling. Op de voorjaarstentoonstelling van 1901 en 1904 exposeerde ze een afbeelding van de Erechtheiontempel. Rond het jaar 1906 begon ze meer kerkschilderingen te schilderen rond de plaats Roskilde. Zo schilderde ze onder andere het altaarstuk voor St. Laurentii-kerk in Roskilde. Holten had zich bekeerd tot het katholicisme en was overtuigend in haar geloof. In 1929 ontving ze, als erkenning voor haar kerkelijke kunsten, het Gouden Erekruis van de Paus van Pro Ecclesia et Pontifice.

## Feminisme
Sophie had in haar jeugd al een sterk verlangen naar onafhankelijkheid. Ze was een vrijdenker en koos opzettelijk om niet te huwen. Aan het einde van de jaren 1880 begon ze recensies te schrijven van vrouwelijke kunstenaars in het tijdschrift Kvinden og Samfundet van de Deense Vrouwenvereniging. Ze hield zich bezig met vrouwenkostuums. In 1890 gaf ze een lezing over het kostuum van vroeger en nu. Holten pleitte voor het zogenaamde hervormingskostuum, dat de vrouw moest bevrijden van de beperkende banden van het conventionele kostuum. In 1895 werd er een vrouwententoonstelling georganiseerd. Holten had een prominente rol in de bijdrage aan deze tentoonstelling, zowel inhoudelijk als financieel. Deze bijdrage leverde ze met veel energie en passie. Samen met Emma Gad, de vice-president van de vrouwententoonstelling, besloot ze om de winst van de tentoonstelling opzij te zetten. Dit geld zou fungeren als startkapitaal van een vrouwengebouw. De start van dit vrouwengebouw zou pas in 1936 beginnen nadat Holten samen met vrouwenadvocaat Charlotte Norrie door Denemarken gereisd en geld had ingezameld voor de bouw. Vier jaar na de vrouwententoonstelling van 1895 werd de Women's Kitchen in 1899 geopend. De instelling voorzag zelfstandige vrouwen van een gezellige en beschermde eetgelegenheid. Holten had, na het verkrijgen van een voedingscertificaat, de leiding over Woman’s Kitchen.

## Nalatenschap en waardering
In het werk Kleine hoofdstukken van een lang leven van Elise Konstantin-Hansen, werd Sophies Holtons sterke persoonlijkheid beschreven. In het werk staat vermeld dat Sophie Holten een hardwerkende vrouw was met de juiste capaciteiten voor een carrière. Ze werd echter niet bekend als grote, succesvolle schilderes. Tot 1904 waren haar schilderwerken zichtbaar in de Lentetentoonstelling van Charlottenborg. Ook werd ze wel vertegenwoordigd op andere grootse tentoonstellingen in Denemarken en andere landen. Zo nam ze onder andere in 1886 deel aan de Salon in Parijs.